# Roksolani
Roksolani so bili sarmatsko ljudstvo, dokumentirano od 2. do 4. stoletja n. št., najprej na ozemlju vzhodno od Dnepra in nato v rimskih provincah Dakija in Spodnja Mezija. Domneva se, da so bili stranska veja Alanov.

## Ime
Ime Roksolani se na splošno razlaga kot sestavljenko alanskega korena *rox- (sodobno osetsko rūxs ali roxs – svetloba, bleščeč, avestansko raox-šna - bleščeč, sijoč) in imena plemena Alani. Endonim Roxolani bi se torej lahko prevedlo kot svetleči ali sijoči Alani. Ime bi lahko bilo povezano s čaščenjem ali nečim nadnaravnim, na kar kaže sodobni osetski izraz rūxsag ū - naj vas blagoslovi, naslovljen na pokojnika, ali ime Wacyrūxs - "božanska luč", omenjeno v Nartskih sagah.
Zgodovinar  George Vernadsky je domneval, da  je ime plemena  Rokas (ali Rogas), ki so ga v 4. stoletju podjarmili Ostrogoti, morda popačenka imena  Ruxs-As.  Trdil je tudi, da bi Rokasi lahko bili povezani tudi z Rosomoni, ki jih omenja Jordanes, in njihovo ime razlaga kot "moški Ros".

## Geografija
Prva dokumentirana domovina Roksolanov je bila ozemlje med Volgo, Donom in Dneprom. Od tam so se v 1. stoletju preselili proti Donavi do današnjih Baraganskih step v Romuniji.

## Zgodovina

### 1. stoletje pr. n. št.
Okoli leta 100 pr. n. št. so Roksolani pod svojim kraljem Tazijem podprli skitskega vojskovodjo Palaka in napadli Krim, kjer jih je porazil Diofant, general Mitridata VI.

### 1. stoletje n. št.
Sredi 1. stoletja na. št. so Roksolani začeli vdirati čez Donavo na rimsko ozemlje. Ne enem od takšnih pohodov jih je leta 68/69 n. št. prestregla III. rimska legija Gallica s svojimi pomožnimi enotami in uničila  9000 roksolanskih konjenikov, otovorjenih  s prtljago. Tacit (Hist. Bk 1.79) opisuje težo oklepa, ki so ga nosili roksolanski "knezi in najbolj ugledne osebe". Če je kdo od njih padel, se je težko pobral.  Dolga dvoročna kopja,  glavno orožje Sarmatov, so bila v teh razmerah neuporabna. Roksolani so se leta 92 maščevali. Pridružili so se Dačanom in uničili XXI. rimsko legijo Rapax.

### 2. stoletje
V Trajanovih dačanskih vojnah so se Roksolani sprva vojskovali na dačanski strani in tvorili večino dačanske konjenice. Leta 101-102 so bili v bitki pri Nicopolisu ad Istrum poraženi.  Zdi se, da so bili med Trajanovim zadnjim pohodom leta 105-106 nevtralni. Trajan je na tem pohodu dokončno uničil dačansko državo. Rimljani so po ustanovitvi Rimske province Dakije prišli do samih vrat roksolanslega ozemlja. Cesar Hadrijan je dodatno utrdil že obstoječe trdnjave in ob Donavi zgradil še nekaj novih, da bi preprečil vdore Rokselanov na svoje ozemlje. Kasneje je Mark Avrelij še nekajkrat napadel Roksekane ob donavskem limesu.

### 3. stoletje
Rokselani so leta 260 napadli Rimsko provinco Panonijo. Kmalu zatem je več rokselanskih vojaških enot vstopilo v rimsko službo.

### 4. stoletje
Rokselane so sredi 4. stoletja, tako kot druga sarmatska ljudstva, podjarmili Huni.

## Kultura
Grško-rimski zgodovinar Strabon, ki je ustvarjal na koncu 1. stoletja pr. n. št. in na začetku 1. stoletja n. št., je Rokselane opisal kot "ljudi na vozovih", se pravi nomade. Rokselani so bili, po njegovem mnenju, najbolj odmaknjeno skitsko ljudstvo.